# Руднянський район (Волгоградська область)
Руднянський район (рос. Руднянский район) — муніципальне утворення у Волгоградській області.
Розташований на території українського історичного та культурного краю Жовтий Клин.